# Niguza anisogramma
Niguza anisogramma là một loài bướm đêm trong họ Erebidae.